# Раолисоа, Лилиан
Лилиан Раолисоа (фр. Lilian Raolisoa; род. 16 июня 2000, Анже, метрополия Франции) — французский футболист мадагаскарского происхождения, защитник клуба «Анже».

## Клубная карьера
Раолисоа — воспитанник клуба «Грисоль», «Тулуза», «Мюре» и «Анже». В 2018 году игрок дебютировал за дублирующий состав последних. 15 января 2023 года в матче против «Клермона» он дебютировал в Лиге 1. 27 мая в поединке против «Труа» Лилиан забил свой первый гол за «Анже». По итогам сезона клуб вылетел в Лиге 2, но игрок остался в команде и спустя год помог ей вернуться в элиту.